# Баландюк Антін
Анті́н Баландю́к (12 січня 1893, село Княгинин у передмісті Станіслава, тепер у межах Івано-Франківська — 13 грудня 1953, там само) — український композитор, скрипаль, педагог. Учасник визвольних змагань у складі УСС і УГА четар, де грав у військовому оркестрі, струнному квартеті, мандоліновому гуртку. 

## Життєпис
Народився в Княгинині (нині в адміністративних межах Івано-Франківська) . За іншими даними, він народився в Красному (нині селище міського типу Буського району Львівської області) .
1911 року закінчив учительську семінарію в Станіславові (нині Івано-Франківськ).
У 1914–1920 роках був учасником Першої світової війни та Української революції в лавах Українських січових стрільців і Української Галицької армії. Входив до складу Пресової квартири УСС.
Ініціатор та учасник мандолінового гуртка УСС та один із учасників струнного (смичкового) квартету УСС, до складу якого увійшли також Михайло Гайворонський, Ярослав Барнич та Роман Лесик.
У 1920–1921 роках перебував у таборі Тухоля (тепер Битгоське воєв., Польща) серед 1200 інтернованих стрільців ЧУГА, які навесні 1920 року перейшли з Червоної армії на польський бік для спільної боротьби з більшовиками, але були роззброєні та утримувались в концентраційному таборі. У таборі викладав теорію співу, керував хором, був обраний «містодиригентом» гуртка .
1923 року закінчив Львівський музично-педагогічний інститут по класу скрипки в Йосипа Москвичева.
Працював учителем із класу скрипки та співу в школах Станіславова.

## Творчість
Автор мелодій до стрілецьких пісень. Серед них «Ой зацвила черемшина» на вірш Романа Купчинського, «Гімн Коша» (ще відома під назвою «За сімома горами») на вірш Антона Лотоцького.
Михайло Гайворонський писав: «Між стрільцями був талановитий пісняр Антін Баландюк. Але він соромливий, нерадо показував свої пісні. І від нього стрілецтво дістало лише кілька пісень» .
Автор хорових і сольних творів, частину яких уперше опубліковано 1918 року у Львові в збірнику «Червона калина». Більшість рукописних творів Баландюка зберігається у відділі рукописів Львівської національної наукової бібліотеки України імені Василя Стефаника (фонд 163, справи 5/1—5/6).

### Твори
- Хорові твори: 
  - «Україна» — кантата для мішаного хору з фортепіано, слова Марійки Підгірянки, рукопис;
  - «Білий світ» для міні, хору, слова Марійки Підгірянки (1910), рукопис;
  - «Іграшка» для мішаного хору з фортепіано, слова Василя Пачовського, рукопис;
  - «Гімн Коша» («За сімома десь горами»), слова Антона Лотоцького, 1917 рік, уперше опубліковано у збірнику «Червона Калина». — Львів, 1918.
- Солоспіви: 
  - «Ой жалю мій, жалю» для голосу з фортепіано, слова Івана Франка, рукопис, 1911 рік;
  - «По довгім важкім отупінню» для голосу з фортепіано, слова Івана Франка, рукопис, 1911 рік;
  - «Ідеш ти від мене» для голосу з фортепіано, слова Петра Карманського;
  - «З-під Чорноморської границі» для голосу з фортепіано, рукопис;
  - «Ой зацвіла черемшина» для голосу з фортепіано, слова Романа Купчинського, 1917 рік, мелодія Антона Баландюка, 1920, Тухоля (Польща).
- Обробки: 
  - «Заквітчали дівчатонька» для голосу з фортепіано. Слова і музика Романа Купчинського, гармонізація Антона Баландюка;
  - «Гей, там у Вільхівці» для голосу з фортепіано. Слова і музика Романа Купчинського та Левка Лепкого. Обробка Антона Баландюка, 1916 рік[10].
- Обробки народних пісень: 
  - «Ой не стелися» для жіночого хору;
  - «Вечірній дзвін», переклад з Івана Козлова для мішаного хору з фортепіано, 1911 рік;
  - «Козацька думка» для голосу з фортепіано, 1910 рік.